# Bembidion quadrimaculatum quadrimaculatum
Bembidion quadrimaculatum quadrimaculatum é uma subespécie de insetos coleópteros pertencente à família Carabidae.
A autoridade científica da subespécie é Linne, tendo sido descrita no ano de 1761.
Trata-se de uma subespécie presente no território português.